# Heure en France

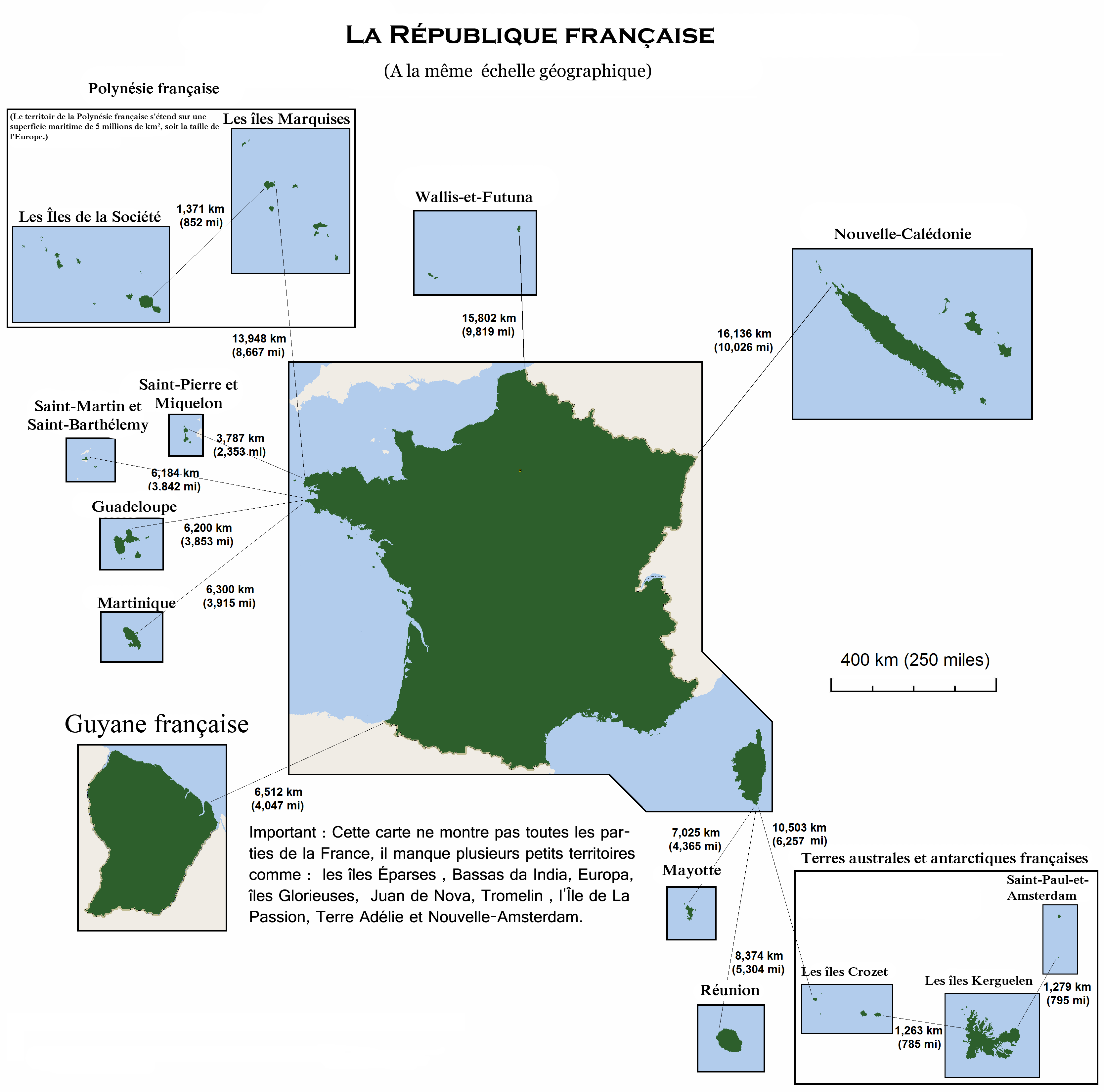
Territoires de la République française.

L'heure en France s'étend sur 12 fuseaux horaires (13 si on inclut la Terre Adélie). La France est ainsi le pays qui couvre le plus de fuseaux horaires au monde.

## Situation actuelle
Le territoire français, outre-mer compris, couvre 13 fuseaux horaires en hiver, ou 12 si on exclut la Terre-Adélie. En été, il couvre dans tous les cas un fuseau horaire de plus, donc respectivement 14 ou 13. De ce fait, la France est le pays qui couvre le plus de fuseaux horaires au monde,,.

### Heure en métropole
L'heure légale en France métropolitaine est, l'hiver, l'heure normale d'Europe centrale (HNEC) c'est-à-dire celle du fuseau horaire UTC+01:00 ; l'été c'est l'heure avancée d'Europe centrale (HAEC) c'est-à-dire celle du fuseau horaire UTC+02:00. La France métropolitaine vit à cette heure avancée du dernier dimanche de mars (à 2 heures, HNEC) au dernier dimanche d'octobre (à 3 heures, HAEC).

### Heure outre-mer
La France d'outre-mer vit dans les fuseaux horaires suivants:
| Nom                                         | Chef-lieu         | Statut politique                  | Lieu                                   | Fuseau horaire | Heure d'été |
| ------------------------------------------- | ----------------- | --------------------------------- | -------------------------------------- | --- | ----------- |
| Polynésie française                         | Papeete           | Collectivité d'outre-mer          | Pacifique sud                          | UTC−10:00 (îles de la Société, îles Tuamotu et îles Australes) UTC−09:30 (îles Marquises) UTC−09:00 (îles Gambier)               | Non         |
| Île Clipperton                              | -                 | Possession française              | Pacifique nord (à l'ouest du Mexique)  | UTC−08:00 | Non         |
| Guadeloupe                                  | Basse-Terre       | Département et région d'outre-mer | Antilles                               | UTC−04:00 | Non         |
| Martinique                                  | Fort-de-France    | Département et région d'outre-mer | Antilles                               | UTC−04:00 | Non         |
| Saint-Barthélemy                            | Gustavia          | Collectivité d'outre-mer          | Antilles                               | UTC−04:00 | Non         |
| Saint-Martin                                | Marigot           | Collectivité d'outre-mer          | Antilles                               | UTC−04:00 | Non         |
| Guyane                                      | Cayenne           | Département et région d'outre-mer | Amérique du Sud                        | UTC−03:00 | Non         |
| Saint-Pierre-et-Miquelon                    | Saint-Pierre      | Collectivité d'outre-mer          | Atlantique nord (au sud-est du Canada) | UTC−03:00 | Oui         |
| Mayotte                                     | Mamoudzou         | Département et région d'outre-mer | Afrique (canal du Mozambique)          | UTC+03:00 | Non         |
| La Réunion                                  | Saint-Denis       | Département et région d'outre-mer | Afrique (océan Indien)                 | UTC+04:00 | Non         |
| Terres australes et antarctiques françaises | Port-aux-Français | Territoire d'outre-mer            | Océan Indien, Antarctique              | UTC+04:00 (îles Éparses et archipel Crozet) UTC+05:00 (îles Kerguelen, île Saint-Paul et île Amsterdam) UTC+10:00 (Terre-Adélie) | Non         |
| Nouvelle-Calédonie                          | Nouméa            | Collectivité sui generis          | Pacifique sud                          | UTC+11:00 | Non         |
| Wallis-et-Futuna                            | Mata Utu          | Collectivité d'outre-mer          | Pacifique sud                          | UTC+12:00 | Non         |

## Histoire

### Origines

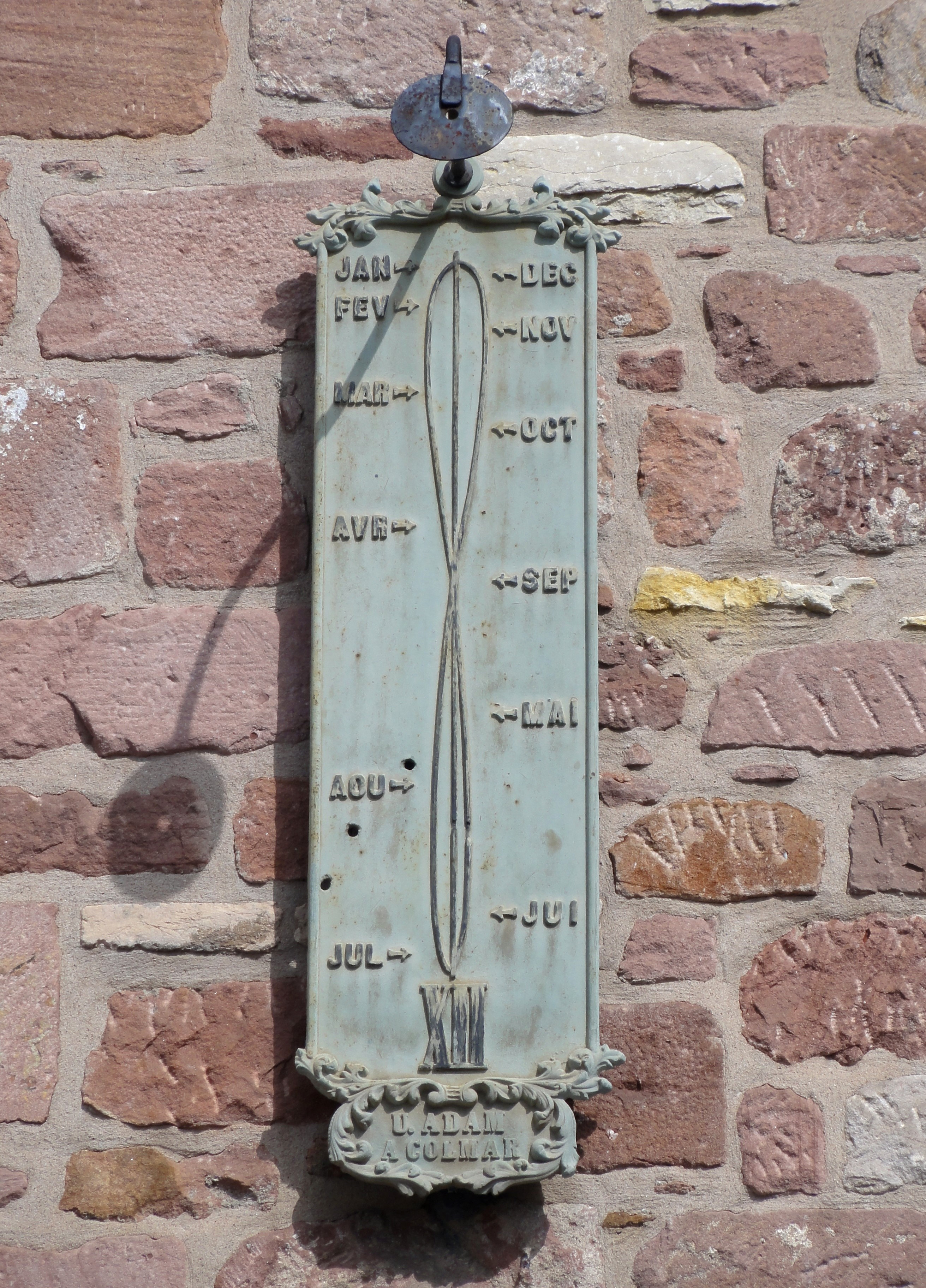
Méridienne donnant la correction entre le temps solaire (verticale) et le temps moyen de Greenwich (figure en huit) en fonction de l'équation du temps.

Dans l'Antiquité, la Gaule comprenant la France actuelle est une province romaine qui vit sous l'influence de Rome. Les heures, quand elles sont employées, sont des heures temporaires.
Dans la période médiévale, l'Église met en place des heures temporaires simplifiées et grossières, les heures canoniales. Avec l'apparition de l'horloge mécanique, elles sont remplacées progressivement par les heures équinoxiales ou égales, données par le cadran solaire classique qui sert de référence pour l'horloge. Le temps ainsi compté, implicitement, devient le temps civil.
Au début du XVIIIe siècle, le temps du cadran solaire et celui de l'horloge vont se différencier : le cadran classique donnant le temps vrai et l'horloge le temps moyen. Ce dernier peut être lu sur des méridiennes de temps moyen qui deviennent référence pour montres et horloges. On trouve également des outils de mesure personnels portatifs comme l’Anneau de paysan qui donne l’heure solaire en temps moyen avec une précision d’environ un quart d’heure.
En 1826, plus d'un siècle plus tard, Paris adopte pour ses horloges le temps moyen et l'heure moyenne qui en découle,.

### 1891: à l'heure de Paris
Au XIXe siècle, le besoin d'unifier l'heure sur tout le territoire se fait sentir, notamment avec l'essor du chemin de fer et l'impossibilité de régler les horaires des trains sur des heures locales variant d'un point géographique à un autre. Pour la régularité du service des trains, les chemins de fer prennent l'heure d'origine des réseaux français, c'est-à-dire celle de Paris, mais, pour favoriser les voyageurs non ponctuels, on décide que l'heure du chemin de fer serait en retard de cinq minutes sur l'heure de Paris,. Progressivement, au cours de la seconde moitié du XIXe siècle, les villes françaises adoptent le double affichage horaire ou l'heure de Paris. À Rennes, par exemple, desservie par le train depuis 1857, l'horloge de l'hôtel de ville indique l'heure locale et celle de la capitale à l'aide de deux aiguilles des minutes : l'une dorée (heure locale, c'est-à-dire l'heure solaire vraie), l'autre noire. En 1880, s'alignant sur une pratique qui se généralise dans les grandes villes (Bordeaux, Nantes, etc.), la capitale bretonne adopte l'heure parisienne pour tous les cadrans publics de son territoire.
L'uniformisation de l'heure sur l'ensemble du territoire national est imposée par la loi du 14 mars 1891 qui fixe l'heure légale en France métropolitaine et en Algérie à l'heure du temps moyen de Paris,. Cette harmonisation est l'un des marqueurs de l'adaptation de la France à la révolution industrielle et économique en cours à cette époque.

### 1911: à l'heure de Greenwich — presque
- UTC−01:00
- UTC±00:00
- UTC+01:00
- UTC+02:00
- UTC+03:00

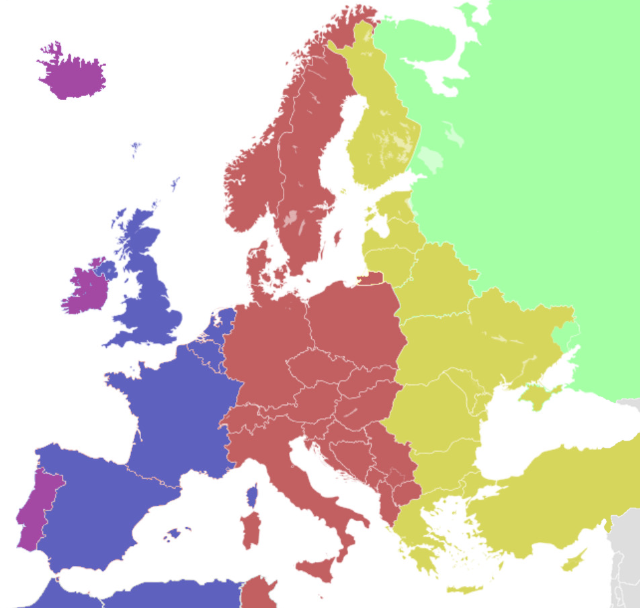
Fuseaux horaires en Europe si chaque pays appliquait l’heure solaire moyenne.

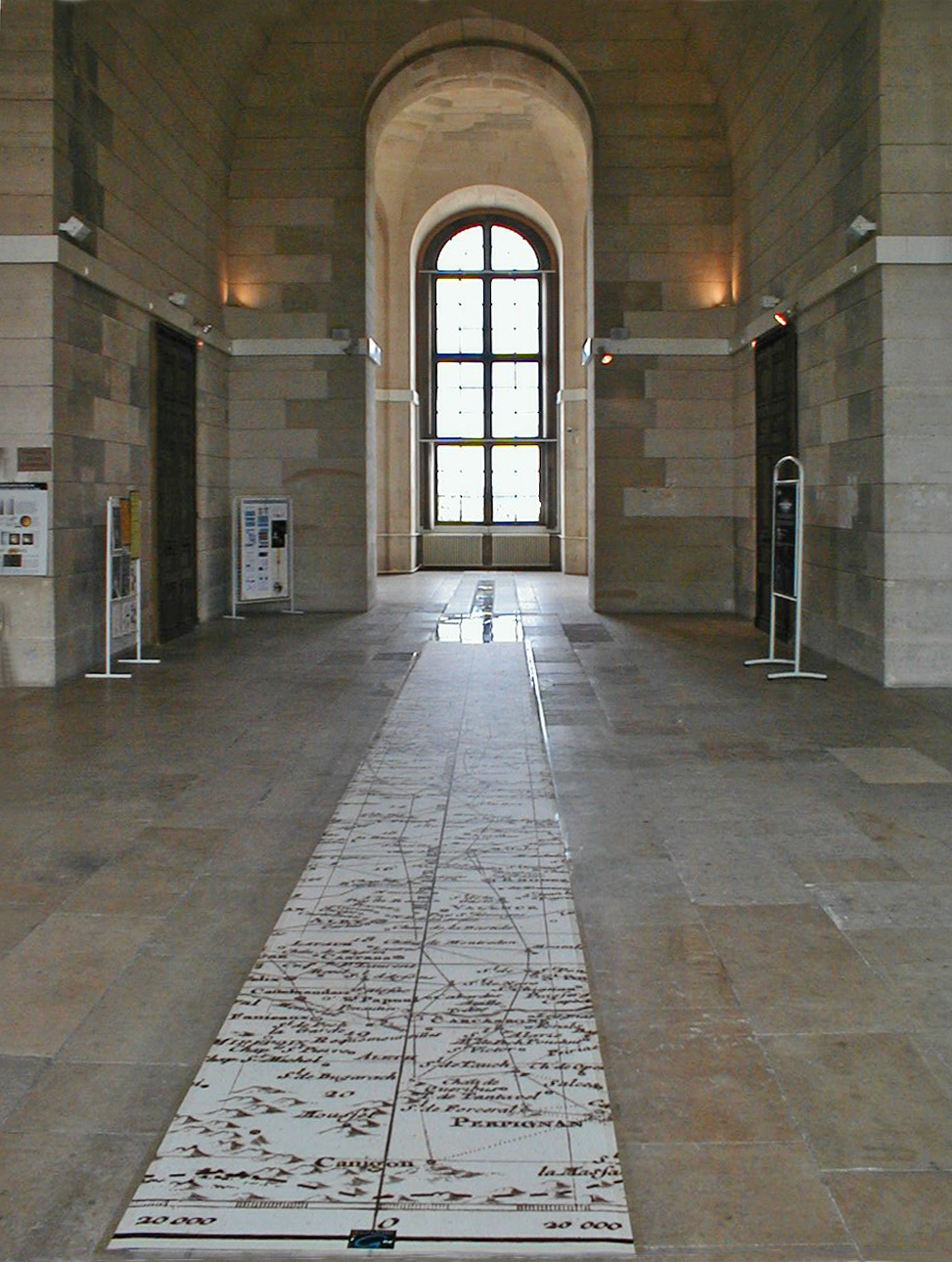
La grande méridienne de l'observatoire de Paris définissant le méridien de Paris et l'heure légale française jusqu'en 1978.

Par la loi du 9 mars 1911, la France adopte l'heure du méridien de Greenwich, abrégé GMT en anglais, ainsi que le découpage de la journée en 24 heures au lieu de deux fois 12 heures. Ces usages avaient été recommandés en octobre 1884 à la Conférence internationale de Washington.
Notons que le texte de loi ne mentionne pas explicitement la ville anglaise de Greenwich. En effet, l'heure de référence reste l'« heure de Paris » à laquelle on soustrait 9 minutes et 21 secondes, pour correspondre à l'heure GMT,.
Le méridien de Paris étant à 2°20'13,82" à l'est de celui de Greenwich, le décalage horaire entre le méridien de Paris et celui de Greenwich est en réalité de 9 minutes et 20,921 s (arrondies à 21 secondes), à raison d'une variation de l'angle horaire du Soleil moyen de 15° h−1. En toute rigueur, l'heure légale française telle qu'elle est définie retarde donc de près d'un dixième de seconde sur le temps moyen de Greenwich.
Ce changement d'heure a nécessité la mise en œuvre de procédures, en particulier pour les compagnies de chemin de fer,.

### 1916: à l'heure de la guerre
Pendant la Première Guerre mondiale, les territoires français sont à l’heure allemande ou française selon qu’ils sont ou non occupés par les troupes allemandes.
L'heure dite « d'été » est légalisée par la « loi ayant pour objet d'avancer l'heure légale » du 9 juin 1916. Celle-ci fixe dans son article unique que « jusqu'au 1er octobre 1916, et à partir d'une date qui sera déterminée par décret, l'heure légale, telle qu'elle a été fixée par la loi du 9 mars 1911, sera avancée de soixante minutes ». Le lendemain, 10 juin 1916, son décret d'application dispose que « dans la nuit du 14 au 15 juin, à vingt-trois heures, l'heure légale sera avancée de soixante minutes ».
Puis, le 19 mars 1917, André Honnorat fait passer à l'Assemblée nationale, par 291 voix contre 177, une nouvelle loi prolongeant les modalités de la précédente afin de diminuer la consommation nationale d'énergie.

### 1923: aux heures d'hiver et d'été
La loi du 24 mai 1923 aménage le changement d'heure saisonnier. Désormais la France métropolitaine vit à l'heure moyenne de Greenwich avancée d'une heure l'été, en coordination avec les nations alliées voisines. Ainsi jusqu'à la Seconde Guerre mondiale, l'heure passe à UTC±00:00 le premier samedi d'octobre, à minuit, et UTC+01:00 un samedi compris entre le dernier de mars et le troisième d'avril, à 23 heures.

### 1940: à l'heure allemande
À partir du printemps 1940, l'occupant allemand fait passer la zone occupée de la France à l'heure allemande pour des raisons pratiques. Au fur et à mesure que l'armée d'occupation avance, les horloges, elles, sont avancées d'une heure. La zone occupée passe donc à l'heure d'Europe centrale, pendant que la zone libre reste à l'heure de Greenwich.
En novembre 1940, aucune des deux zones ne repasse à l'heure d'hiver. En territoire occupé, on reste donc à UTC+2, et pour le reste du pays à UTC+1.
La France métropolitaine est ainsi divisée entre deux fuseaux horaires. Cela engendre d'importantes difficultés pour les transports ferroviaires, civils et militaires. Pour les régler, le gouvernement à Vichy décide de synchroniser à partir du 5 mai 1941 l'heure de la zone libre sur celle des autorités d'occupation. Après l'entrée des troupes allemandes et italiennes en zone libre le 11 novembre 1942, les changements d'heure saisonniers reprennent de façon régulière suivant l'heure du Reich.

### 1944: à l'heure de l'Europe continentale
Quand les troupes alliées occidentales débarquent en France en juin 1944 , leurs montres sont réglées sur la double heure d'été britannique, donc sur GMT+2 tout comme les forces d'occupation qui sont à l'heure d'été d'Europe centrale.
Le 2 octobre 1944 la zone occupée passe à l'heure d'hiver allemande (GMT+1), suivie le 8 octobre par la partie du territoire libérée que dirige le Gouvernement provisoire de la République française. Le 2 avril 1945, l'ensemble des alliés occidentaux repassent à l'heure d'été allemande (GMT+2).
Après la Libération, le Gouvernement provisoire de Charles de Gaulle décrète le 14 août 1945 que le retour à l'heure légale (GMT) sera effectué en 2 temps, le 16 septembre et le 18 novembre 1945, et l'abandon du changement d'heure saisonnier pour 1946. Le 16 septembre 1945, l'heure d'été française (GMT+1) est rétablie. Il prévoit un rétablissement de l'heure d'hiver française (GMT) pour le 18 novembre mais, le 5 novembre 1945, l'article 2 du décret est annulé. La France est restée en heure d'été française (GMT+1) jusqu'en 1976.
La plupart des pays d'Europe continentale partagent ainsi l'heure d'Europe centrale, l’heure GMT+1. C'est aussi le cas de l'Espagne, qui est la plus décalée par rapport à l'heure solaire.
Après la création d'un bureau national de métrologie et à la suite de l'adoption du temps universel coordonné, le gouvernement de la Cinquième République crée en 1973 une « Commission nationale de l'heure », chargée d'élaborer « des propositions tendant à modifier les dispositions législatives ou réglementaires en la matière ».

### 1976: à l'heure du choc pétrolier

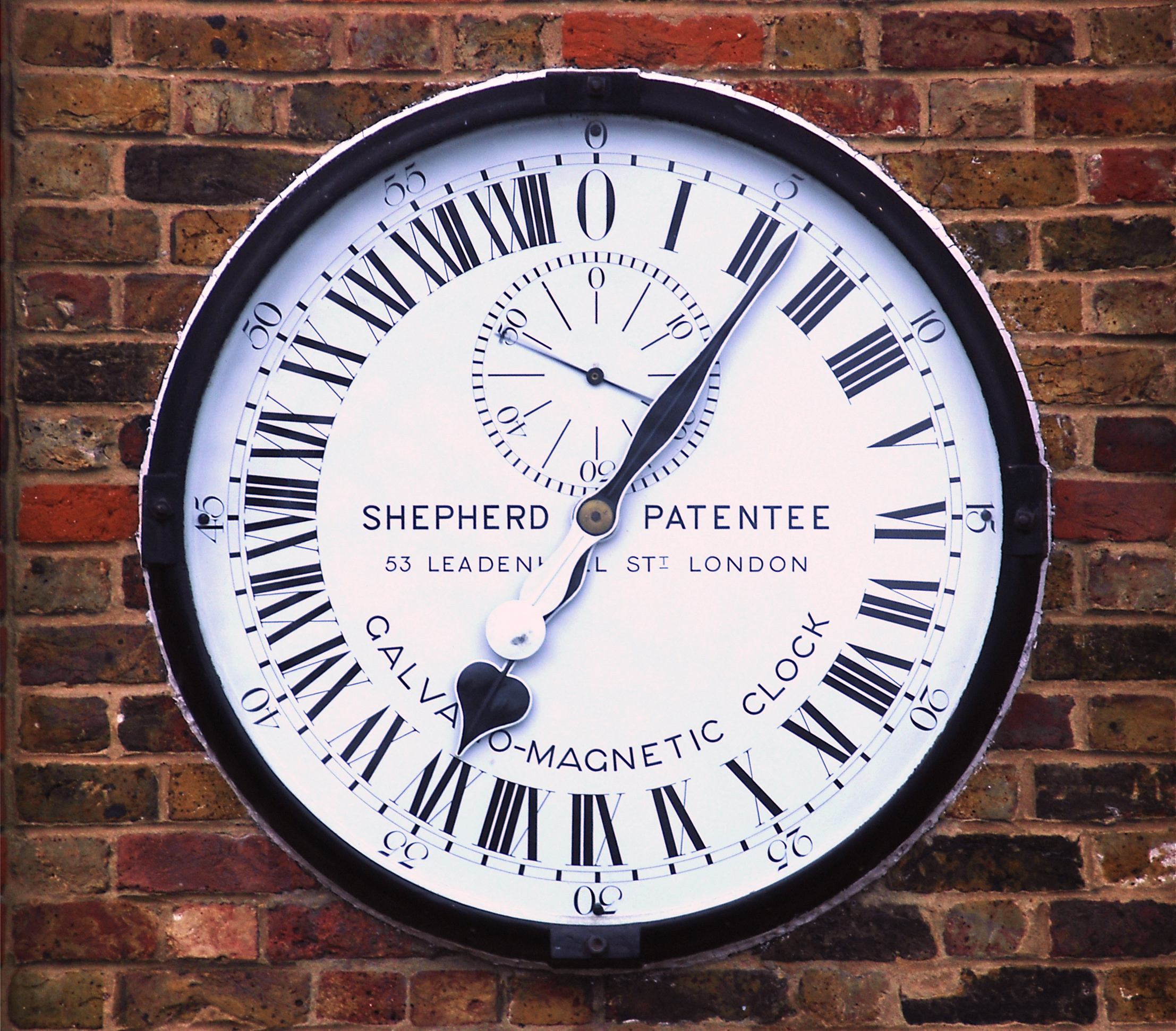
Horloge de l'observatoire royal de Greenwich, à l'origine du temps universel coordonné.

Le décret du 19 septembre 1975 rétablit le changement saisonnier de l'heure. À la suite du premier choc pétrolier, le gouvernement compte par cette mesure réduire la facture énergétique. Son application est fixée pour la période du 28 mars au 28 septembre 1976. La mesure est alors présentée comme provisoire. Mais elle est toujours en vigueur au siècle suivant.
La loi de 1911 est abrogée par le décret du 9 août 1978 qui fait du temps universel coordonné (UTC mis en place en 1972) la base du temps légal en France, abandonnant définitivement la référence à l'heure de Paris : les horloges publiques et TDF diffusent ainsi UTC + 1 heure (heure d'hiver) ou UTC + 2 heures (heure d'été).
À titre de point de repère, la France et une bonne partie de l'Europe vivent donc en hiver à l'heure de Prague, et en été à l'heure d'Odessa. Comme l'heure moyenne de Greenwich (maintenant l'UTC) est le fuseau horaire « naturel » de la France métropolitaine, l'heure de l'Europe centrale (UTC+1) utilisée par la métropole peut être considérée comme une forme d'heure avancée en hiver, tandis que l'heure d'été de l'Europe centrale (UTC+2) est en quelque sorte une heure doublement avancée.
De 1981 à 1995, le passage à l'heure d'été a lieu le dernier dimanche de mars, et le passage à l'heure d'hiver le dernier dimanche de septembre. À partir de 1996, le passage à l'heure d'hiver a lieu le dernier dimanche d'octobre.

### 1998: harmonisation européenne
En 1998, la période de l'heure d'été est harmonisée dans toute l'Union européenne par le directive 97/44/CE, qui fixe le passage à l'heure d'été le dernier dimanche de mars et le passage à l'heure d'hiver, le dernier dimanche d'octobre ; l'harmonisation est pérennisée par la directive 2000/84/CE.

### XXIesiècle
En aout 2018, la Commission européenne lance une consultation publique pour recueillir l'avis des citoyens de l'Union européenne sur le maintien de l'alternance entre l'heure d'été et l'heure d'hiver (dite « normale »).
Sur les 4,6 millions d'internautes participants, 80 % se prononcent pour la fin du changement d'horaire en gardant plutôt l'horaire d'été sur l'année,. Cette consultation mobilise essentiellement des internautes allemands (2/3 des votants), pays où le sujet est sensible, c'est-à-dire où la population se sent concernée.
Le 14 septembre 2018, la Commission européenne propose une directive aux termes de laquelle « Le dernier passage obligatoire à l'heure d'été aura lieu le dimanche 31 mars 2019. Les États membres qui souhaitent revenir de façon permanente à l'heure d'hiver auront la possibilité de procéder à un dernier changement d'heure saisonnier le dimanche 27 octobre 2019. À compter de cette date, les changements d'heure saisonniers ne seront plus possibles. ». Pour entrer en vigueur, cette proposition doit être approuvée par le Parlement européen et le Conseil au plus tard en mars 2019.
Réunis en conseil des ministres, les États membres ont reporté la suppression du changement d'heure à 2021, craignant qu'une mise en œuvre trop rapide ne transforme l'espace européen en patchwork et ne déstabilise le transport aérien et le marché unique. Mi-2020, aucune décision n'avait encore été prise, les pays européens ayant d'autres priorités.
En France, du 4 février au 3 mars 2019, les Français peuvent voter sur le site de l'Assemblée nationale en faveur du maintien ou de l'abrogation de l'heure d'été, et dans le second cas exprimer leur préférence pour l'heure méridienne (UTC±00:00), l'heure d'hiver actuelle (UTC+01:00) ou l'heure d'été actuelle (UTC+02:00).
Le mercredi 27 février une des questions de la consultation est modifiée[réf. nécessaire] :
| Question du 4 au 27 février | Question du 27 février au 3 mars 2019 |
| --- | --- |
| En restant toute l’année à l’heure d’hiver, avec les fuseaux horaires existants, le soleil se couchera le 20 juin (journée la plus longue) à 21 h 21 à Brest et à 20 h 23 à Strasbourg (au lieu de 22 h 21 et 21 h 23 à l'heure d'été). En restant toute l’année à l’heure d’été, avec les fuseaux horaires existants, le soleil se lèvera le 20 décembre (journée la plus courte) à 10 h 6 à Brest et à 9 h 18 à Strasbourg (au lieu de 9 h 6 et 8 h 18 à l'heure d'hiver). Si le changement d’heure est supprimé, que choisissez-vous ? | En restant toute l’année à l’heure d’hiver, avec les fuseaux horaires existants, le 20 juin, journée la plus longue, le soleil se lèvera à 5 h 16 à Brest et à 4 h 26 à Strasbourg (au lieu de 6 h 16 et 5 h 26 à l'heure d'été). Il se couchera à 21 h 21 à Brest et à 20 h 23 à Strasbourg (au lieu de 22 h 21 et 21 h 23 à l'heure d'été). En restant toute l’année à l’heure d’été, avec les fuseaux horaires existants, le soleil se lèvera le 20 décembre (journée la plus courte) à 10 h 6 à Brest et à 9 h 18 à Strasbourg (au lieu de 9 h 6 et 8 h 18 à l'heure d'hiver). Il se couchera à 18 h 24 à Brest et à 17 h 34 à Strasbourg (au lieu de 17 h 24 et 16 h 34 à l'heure d'hiver). Si le changement d’heure est supprimé, que choisissez-vous ? |

La seconde question reste :
« Selon vous, en cas de suppression du changement d’heure, quel fuseau horaire la France métropolitaine doit-elle choisir ?
- UTC+0 ou actuellement heure d’hiver de l’Europe occidentale (ex : Portugal et Royaume-Uni en hiver)
- UTC+1 ou actuellement heure d’hiver de l’Europe centrale (ex : France métropolitaine, Allemagne, Italie et Espagne en hiver)
- UTC+2 ou actuellement heure d’été de l’Europe centrale (ex : France métropolitaine, Allemagne, Italie et Espagne en été) ».

Résultats de la consultation (2 103 999 réponses exprimées) :
- 61,16 % répondent avoir une expérience négative ou très négative du changement d'heure ;
- 83,71 % répondent souhaiter mettre fin au changement d’heure 2 fois par an ;
- 59,17 % choisissent de toujours rester à l’heure d’été ;
- 51,29 % choisissent UTC+2 (actuelle heure d’été en France), 36,71 % choisissent UTC+1 (heure d'hiver en France), et 12 % préfèrent UTC±0 (heure « méridienne »).

Pour des raisons techniques, il est temporairement impossible d'afficher le graphique qui aurait dû être présenté ici.